# خوانچو ارنانگومس
خوان آلبرتو «خوانچو» اِرنانگومِـس گوئر (اسپانیایی: Juan Alberto "Juancho" Hernangómez Geuer‎؛ زادهٔ ۲۸ سپتامبر ۱۹۹۵) بازیکن بسکتبال اهل اسپانیا است.
از باشگاه‌هایی که وی در آن بازی کرده‌است می‌توان به دنور ناگتس، تورنتو رپترز، مینه‌سوتا تیمبرولوز، بوستون سلتیکس، سن آنتونیو اسپرز و یوتا جاز اشاره کرد. وی عضو تیم ملی بسکتبال اسپانیا بود.
او در مسابقات کشوری و بین‌المللی در مجموع برندهٔ ۱ مدال طلا، ۲ مدال نقره، ۱ مدال برنز شده‌است.
از فیلم‌ها یا برنامه‌های تلویزیونی که وی در آن نقش داشته‌است، می‌توان به زرنگ‌بازی اشاره کرد.